# Рагби 7 репрезентација Румуније
Рагби 7 репрезентација Румуније рагби седам је селекција, која представља водећу балканску рагби силу, Републику Румунију у овом олимпијском спорту.
Румунски седмичари су два пута учествовали на Светском Купу и редовно учествују на Европском првенству у рагбију 7 - дивизија 2.
Већина румунских рагби репрезентативаца професионално игра рагби у Румунији и Француској.

## Организација
Рагби савез Румуније руководи рагбијем 7, рагбијем 10 и рагбијем 15 на територији Републике Румуније.

## Грб и символика
Символ румунског рагбија 7 је род листопадног дрвећа храст.

## Боје и дресови
Први дрес је жуто-плаве боје, други дрес је плаво-црвене боје, трећи дрес је црне боје, четврти дрес је беле боје. 

## Историја румунског рагбија 7

### Учинак румуских седмичара на Летњим олимпијским играма
- Летње олимпијске игре у Бразилу 2016. - Румунија се није пласирала
- Летње олимпијске игре у Јапану 2020. - Румунија се није пласирала

### Учинак румуских седмичара на Светским куповима у рагбију 7
- Светски куп у рагбију седам 1993. у Шкотској - 17. место[5]
- Светски куп у рагбију седам 1997. у Хонг Конгу - 13. место
- Светски куп у рагбију седам 2001. у Аргентини - Румунија се није пласирала
- Светски куп у рагбију седам 2005. у Хонг Конгу - Румунија се није пласирала
- Светски куп у рагбију седам 2009. у Уједињени Арапски Емирати - Румунија се није пласирала
- Светски куп у рагбију седам 2013. у Русији - Румунија се није пласирала
- Светски куп у рагбију седам 2018. у Сједињеним Америчким Државама - Румунија се није пласирала

### Учинак румунских седмичара на Европским првенствима у рагбију 7
- Европско првенство у рагбију седам 2003. - 11. место
- Европско првенство у рагбију седам 2004 - 10. место
- Европско првенство у рагбију седам 2005 - 8. место
- Европско првенство у рагбију седам 2006. - 6. место
- Европско првенство у рагбију седам 2007. - 5. место
- Европско првенство у рагбију седам 2008. - 10. место
- Европско првенство у рагбију седам 2009. - 8. место
- Европско првенство у рагбију седам 2010. - 6. место
- Европско првенство у рагбију седам 2011. - 11. место
- Европско првенство у рагбију седам 2012. - 1. место
- Европско првенство у рагбију седам 2013. - 9. место
- Европско првенство у рагбију седам 2014. - 12. место
- Европско првенство у рагбију седам 2015. - 12. место
- Европско првенство у рагбију седам 2018. - 1. место
- Европско првенство у рагбију седам 2019. - 12. место[6]

## Стручни штаб
- Господин Данијел Карпо - Главни тренер
- Александру Марин - Помоћни тренер
- Доктор Илија Влад - Лекар

## Играчи
| Играч                     | Клуб             |
| ------------------------- | ---------------- |
| Александре Крету          | Каркасон         |
| Александер Дину           | Маси             |
| Андреј Хомијук            | Гривита Букурешт |
| Кодрин Берку              | Наводари         |
| Силвиу Берча              | Гривита Букурешт |
| Маријус Чиријак - Капитен | Динамо Букурешт  |
| Александру Тудосе         | Динамо Букурешт  |
| Кристијан Замфир          | Стинт Петросани  |
| Давид Жилевану            | Динамо Букурешт  |
| Овидиу Неагу              | Барлад           |
| Лама Сојели               | Стеауа Букурешт  |
| Жулијен Бартоли           | Хијерес          |